# Tetraloniella keiseri
Tetraloniella keiseri är en biart som först beskrevs av Raymond Benoist 1962.  Tetraloniella keiseri ingår i släktet Tetraloniella och familjen långtungebin. Inga underarter finns listade i Catalogue of Life.